# چاه‌نو (فردوس)
روستای چاه‌نو، روستایی است در دهستان خانکوک از توابع بخش مرکزی شهرستان فردوس. 
چاه‌نو در فاصله ۶۰ کیلومتری غرب شهر فردوس واقع شده‌است.
این روستا، بر اساس سرشماری سال ۱۳۹۵، ۲۲۹ نفر جمعیت داشته که نسبت به سرشماری ۱۰ سال قبل (۱۹۰ نفر در سال ۱۳۸۵)، رشد سالانه حدود ۱٫۹ درصد داشته‌است.